# كلية العلوم الزراعية والأغذية (جامعة الملك فيصل)
كلية العلوم الزراعية والأغذية بجامعة الملك فيصل هي إحدى كليات جامعة الملك فيصل في محافظة الأحساء في المنطقة الشرقية في المملكة العربية السعودية.

## التاريخ
تأسست كلية العلوم الزراعية والأغذية منذ إنشاء جامعة الملك فيصل في عام 1395 هـ (1975)، بدأت الدراسة في الكلية في فصل خريف عام 1395 هـ للطلاب، وفصل خريف 1398 هـ للطالبات.

## الأقسام العلمية
تشمل كلية العلوم الزراعية و الأغذية 8 أقسام رئيسية قسم الأعمال الزراعية وعلوم مستهلك، وقسم التقنية الحيوية الزراعية، وقسم الإنتاج الحيواني والسمكي، وقسم التقنية الحيوية الزراعية، وقسم زراعة الأراضي القاحلة، وقسم البيئة ومصادر طبيعية زراعية، وقسم هندسة النظم الزراعية، وقسم علوم الغذاء والتغذية.

### قسم الأعمال الزراعية
يهتم قسم الأعمال الزراعية وعلوم المستهلك بالعلوم النظرية والتطبيقية المتعلقة بالنظريات الاقتصادية وأساس العلوم في الإدارة، والمحاسبة، والاقتصاد المسؤولة عن الإنتاج الزراعي.

### قسم التقنية الحيوية الزراعية
يهتم قسم التقنية الحيوية الزراعية بتدريس العلوم المتعلقة بزراعة الخلايا، والأنسجة، وعلوم الوراثة الجزيئية، وتحوير الجينات، والتمثيل الحيوي للبروتينات، وتسلسل الأحماض الأمينية والنووية، بهدف تطوير التقنيات من أجل تحسين الإنتاج الزراعي.

### قسم الإنتاج الحيواني والسمكي
يهتم قسم الإنتاج الحيواني والسمكي بعلوم الإنتاج الحيواني، والداجني، والسمكي، ويعمل القسم علي التدريب في مجال تربية الحيوانات، ومزارع إنتاج الألبان، ومزارع الدواجن، ومزارع الأسماك، والروبيان، ويؤهل القسم الطالب لمعرفة علوم الإدارة، وتحسين الإنتاج الحيواني، ومعرفة وتكنولوجيا تصنيع الأعلاف، وتخطيط المصايد السمكية.